# 澳門平台
《澳門平台》（葡萄牙語：Plataforma）是在澳門出版的中文及葡文雙語周報，創刊於2014年5月16日，逢星期五出版，其辦報理念為「更好地將葡語國家和中國內地與澳門聯繫起來，為經貿、旅遊及其他行業的發展作出更大貢獻」，以及「積極發揮澳門作為中葡交流發展平台的作用」。
該報重要報導與新科技、可持續發展、會展業、經貿投資、文化教育、旅遊休閒及創意產業等方面有關的內容，該報亦與澳門與澳門以外的專家及學者合作，以提供經過專業分析的文章。現時該報的合作夥伴有中國的《中國日報》和《新華社》、葡萄牙的《新聞報（Jornal de Notícias）》和《大眾報》等。

## 事件
2017年澳門立法會選舉期間，《澳門平台》採訪了候選人龔仕鵬（葡萄牙語：José Luís Pedruco Achiam），在採訪中他談及了競選的政綱重點和承諾。後來立法會選舉管理委員會以「該報道有宣傳的跡象，候選人透露了其政綱並呼籲選民投票」為由，認為對龔仕鵬的採訪不是新聞報導而是政治宣傳，故命令《澳門平台》撤回龔仕鵬的訪談報道。《澳門平台》後來撤回了有關報道，但始終對委員會的決定表示質疑，又表示堅持發表其他候選人的採訪。《澳門平台》社長古步毅撰文指當局的做法是「愉快地踐踏了《基本法》、《出版法》及一國兩制」，又批評立會選管會主席唐曉峰「欲在夜深人靜之時強加『一國一制』」。澳門葡英傳媒協會（葡萄牙語：Associacao de Imprensa de Lingua Portuguesa e Inglesa de Macau）則對當局的決定表示「難以理解」，批判當局的舉動損害了澳門的國際形像，對此表示強烈譴責。